# Onobrychis mermuelleri
Onobrychis mermuelleri är en ärtväxtart som beskrevs av Dieter Podlech och Karl Heinz Rechinger. Onobrychis mermuelleri ingår i släktet esparsetter, och familjen ärtväxter. Inga underarter finns listade i Catalogue of Life.